# فرضية الوجدان بصفته مصدرا للمعلومات
تُعتبر فرضية أو «نهج» الوجدان بصفته مصدرًا للمعلومات نموذجًا للمعالجة التقييمية ضمن سياق علم النفس المعرفي. ينظر هذا النهج إلى المشاعر الوجدانية بوصفها مصدرًا للمعلومات المتعلقة بالأشياء والمهام وبدائل القرارات. يسعى هذا النهج إلى فهم مدى تأثير الوجدان على الأداء المعرفي. افتُرض وجود علاقة بين الوجدان وبعدين أساسيين، وهما التكافؤ الوجداني والإثارة الوجدانية، وبذلك يُعتبر الوجدان مصدرًا مُجسدًا للمعلومات. يؤثر الوجدان على ثلاث وظائف معرفية رئيسية: الحكم ومعالجة الأفكار والذاكرة. يُعتقد أن تأثير الوجدان على الانتباه يولد تأثيره على تلك العمليات في مجموعة متنوعة من السيناريوهات. يُنظر إلى هذا النهج باعتباره قادر على تفسير مجموعة واسعة من الظواهر السلوكية في علم النفس.

## وظائف الوجدان بصفته مصدرًا للمعلومات: ردود الفعل مقابل الإثارة
تشدد فرضية الوجدان بصفته مصدرًا للمعلومات على أهمية المعلومات التي تؤثر على التواصل وليس المشاعر الوجدانية في حد ذاتها. تُعتبر ردود الأفعال أو «الاستجابات» الوجدانية مصدرًا مُجسدًا للمعلومات المتعلقة بـ«القيمة» أو التكافؤ، وتُعتبر الإثارة العاطفية مصدرًا مُجسدًا للمعلومات المتعلقة بالأهمية. تُعد ردود الأفعال الوجدانية بمثابة ردود أفعال مُستحبة أو غير مُستحبة من شأنها أن توفر معلومات حول القيمة الإيجابية («الجيدة») والسلبية («السيئة») على التوالي. تكتسب الأشياء وحالات المهام وغيرها من المحفزات أو الأهداف –إن اختُبرت بوصفها مصدرًا لرد فعل وجداني- قيمةً وجدانيةً إيجابيةً أو سلبيةً. تشتمل الإثارة العاطفية على استجابات ضمنية (استجابة هرمونية خاصة بالتوتر، مثل نظام الإثارة الأدرينالي) أو استجابات صريحة (الخبرة الذاتية)، إذ توفر هذه الاستجابات معلومات بحسب الملاءمة أو الاستعجال أو الأهمية. يؤثر كلا البعدين على الأداء المعرفي من خلال التأثير على الأحكام وعملية صنع القرار والمعالجة والذاكرة، وذلك ضمن مجموعة متنوعة من المواقف التي يُعتقد أن أثر الوجدان فيها نابع من أثره على الانتباه.

## الوجدان وأثره على الحكم وعملية صنع القرار

### ردود الأفعال الوجدانية
أشير إلى النتائج التي توصل إليها كل من شوارتز وكلوري (1988) في الأدبيات، إذ توصلا إلى الاعتقاد بأن الأفراد يراجعون ردود أفعالهم الوجدانية ويولونها اهتمامًا عند إصدار الأحكام والقرارات التقييمية. يسأل الأفراد أنفسهم عادةً «ما هو شعوري حيال ذلك؟». يُعتبر تفكيرنا في مدى إعجابنا بشيء ما أحد الأمثلة على ذلك (إذ يُمكن تطبيق هذا المثال على مجموعة متنوعة من المواقف). تستند أحكامنا إلى ما نشعر به حيال حافز ما وليس سمات أو خصائص ذلك الحافز. يُمكننا إطلاق حكم أو اتخاذ قرارا حيال حافز ما بناءً على مشاعرنا إن اختُبر الشيء أو حالة المهمة أو أي حافز آخر باعتباره مصدرًا لرد فعل وجداني وفي حال اكتسابه قيمةً وجدانيةً. يسفر الوجدان الإيجابي أو السلبي عن أحكام إيجابية أو سلبية على التوالي.

### الإثار ة الوجدانية
تُكثف الإثارة الوجدانية ردود الأفعال الوجدانية الإيجابية والسلبية من جهة والتقييمات المُستندة إلى الأحكام من جهة أخرى، كما لو اعتمدت تلك التقييمات على الإثارة الوجدانية للإشارة إلى مدى قوة شعور الشخص تجاه شيء ما. تُعتبر نتائج التقييمات المكثفة الخاضعة لمستوى عال من الإثارة الوجدانية عند مشاهدة الإعلانات مثالًا تجريبيًا على ذلك. تُقيّم الإعلانات التي تحمل أسلوبًا وجدانيًا إيجابيًا وسلبيًا باعتبارها أكثر إيجابية أو أكثر سلبية على التوالي، وذلك في ظل مستوى عال من الإثارة الوجدانية مقارنةً بمستوى منخفض من الإثارة الوجدانية.